# Nu kan du få mig så lätt
"Nu kan du få mig så lätt" är en ballad av den svenska popartisten Håkan Hellström, släppt som den fjärde och sista singeln från albumet Känn ingen sorg för mig Göteborg den 18 juni 2001. Singelns b-sida är albumlåten "Jag var bara inte gjord för dessa dar", i omgjord version. Singeln nådde som högst plats 54 på den svenska singellistan 2001. Omslaget till singeln visar något som ser ut att vara ett beundrarbrev till Håkan från två trogna fans vid namn Signe och Emma. Låten brukar framföras som sista extranummer på Hellströms konserter i en version med bara piano som ackompanjemang.
Precis som med albumets tre förra singlar gjordes det också en video till "Nu kan du få mig så lätt", som regisserades av Magnus Rösman 2001. Videon är, till skillnad från de tre andra, inspelad helt i svart-vitt.
"Nu kan du få mig så lätt" har uppmärksammats för flera musikaliska likheter med "Desperado" av den amerikanska gruppen The Eagles, något som Hellström dock inte givit några kommentarer om.[källa behövs]

## Låtlista
Alla låtar skrivna av Håkan Hellström
1. "Nu kan du få mig så lätt" – 4:28
2. "Jag var bara inte gjord för dessa dar" (Version 2001-05-07) – 4:40

## Listplaceringar
| Lista (2001) | Topplacering |
| ------------ | ------------ |
| Sverige      | 54           |

### Fotnoter
1. ↑  Engström, Håkan (22 april 2008). ”Håkan Hellström bara helt okej”. Sydsvenskan. Sydsvenska Dagbladets AB. Arkiverad från originalet den 22 december 2015. https://web.archive.org/web/20151222102737/http://www.sydsvenskan.se/kultur--nojen/hakan-hellstrom-bara-helt-okej/. Läst 11 december 2015.
2. ↑  Swedishcharts - Nu kan du få mig så lätt på den svenska singellistan